# Чемпионат мира по всестилевому карате 2023
Чемпионат мира по всестилевому карате 2023 года — спортивное соревнование по всестилевому карате, проведённое с 6 по 11 ноября 2023 года в Орле, Россия, под эгидой Международной федерации всестилевого карате. Четвёртый по счёту чемпионат мира по этому виду спорта.

## Организация
В рамках события были организованы 3 мероприятия: чемпионат мира, первенство мира и фестиваль IASKF. В ходе чемпионата выявлялись сильнейшие спортсмены во взрослой категории (от 16 или от 18 лет в зависимости от дисциплины), в ходе первенства — в юношеских категориях (12-13, 14-15, 16-17 и 18-20 лет), эти соревнования внесены в Единый календарный план и по их итогам присваиваются спортивные разряды и звания. В ходе фестиваля, формально являющегося спортивно-массовым мероприятием и не внесённого в ЕКП, проводились состязания среди ветеранов (от 36 лет) по обычным правилам, а также среди детей (8-9, 10-11, 12-13 и 14-15 лет) в нестандартных дисциплинах; присвоение спортивных разрядов по его итогам не предусмотрено.
Соревнования проводились во всех трёх группах дисциплин всестилевого карате: ОК (ограниченный контакт), ПК (полный контакт) и СЗ (полный контакт в средствах защиты). Всего было разыграно 52 комплекта наград чемпионата, 157 комплектов наград первенства и 70 комплектов наград фестиваля.
Всего в мероприятиях приняло участие 2825 спортсменов из 28 стран, в том числе 429 спортсменов из 26 стран — непосредственно в чемпионате мира.
Соревнования по поединкам проводились по олимпийской системе с матчем за третье место, а если в весовой категории заявлены 3 участника, то по схеме «каждый с каждым». Таким образом, призёрами в каждой весовой категории являются 3 спортсмена. Соревнования по ката проводились в 2-3 раунда путём оценивания каждого участника с ранжированием в турнирной таблице и последующим выходом части лучших спортсменов в следующий раунд, причём в последнем раунде всегда участвовало 4 спортсмена или команды.

## Расписание
| ● | Церемония открытия | ● | Состязания | ● | Церемония закрытия |

| Ноябрь               | Ноябрь               | 6 | 7 | 8 | 9 | 10 | 11 | В итоге: |
| -------------------- | -------------------- | - | - | - | - | -- | -- | -------- |
| Церемонии            | Церемонии            | ● |   |   |   |    | ●  |          |
| Чемпионат (взрослые) | Чемпионат (взрослые) | ● | ● |   |   |    |    | 52       |
| Первенство (юниоры)  | Первенство (юниоры)  |   |   | ● | ● | ●  | ●  | 157      |
| Фестиваль (дети)     | Фестиваль (дети)     | ● | ● |   |   |    |    |          |
| Фестиваль (ветераны) | Фестиваль (ветераны) | ● |   |   |   |    |    | 20       |
| В итоге:             | В итоге:             |   |   |   |   |    |    | 279      |

## Результаты чемпионата

### Мужчины
| Категория                    | Золото                                              | Серебро                                             | Бронза                                                       |
| ---------------------------- | --------------------------------------------------- | --------------------------------------------------- | ------------------------------------------------------------ |
| ОК — ката — годзю-рю         | Игорь Попов                                         | Станислав Джебовский                                | Максим Малышев                                               |
| ОК — ката — вадо-рю          | Андрей Михайлов                                     | Артур Хачатрян                                      | Мануэль Анхель Руис де ла Торре                              |
| ОК — ката — ренгокай         | Максим Демичев                                      | Глеб Сорокин                                        | Станислав Ткачук                                             |
| ОК — ката — бункай           | Артём Ашуров Геннадий Голубчиков                    | Алексей Глущак Иван Романов                         | Александр Трусов Константин Верхозин                         |
| ОК — ката — группа           | Максим Демичев Степан Аничкин Дмитрий Кобзев        | Артём Ашуров Геннадий Голубчиков Александр Трусов   | Григорий Романенко Александр Литовка Иван Сторожев           |
| ОК — 65 кг                   | Артём Поспелов                                      | Никита Лысенков                                     | Даниил Кулик                                                 |
| ОК — 70 кг                   | Рустем Ермаков                                      | Искандар Басареев                                   | Егор Спирин                                                  |
| ОК — 73 кг                   | Искандар Басареев                                   | Рустем Ермаков                                      | Сергей Журавель                                              |
| ОК — 75 кг                   | Иван Петриков                                       | Мстислав Конфетов                                   | Евгений Отрошко                                              |
| ОК — 80 кг                   | Александр Козлов                                    | Владислав Астахов                                   | Вадим Демьяненко                                             |
| ОК — 83 кг                   | Александр Козлов                                    | Вадим Киселёв                                       | Владислав Астахов                                            |
| ОК — 85 кг                   | Евгений Терентьев                                   | Дмитрий Бикбаев                                     | Александр Сурков                                             |
| ОК — 90 кг                   | Хаял Кязымов                                        | Дмитрий Голубев                                     | Михаил Васильев                                              |
| ОК — свыше 90 кг             | Максим Садовников                                   | Владимир Сметанин                                   | Дмитрий Плохих                                               |
| ОК — абсолютная категория    | Михаил Васильев                                     | Максим Сачков                                       | Александр Трусов                                             |
| ОК — двоеборье               | Артём Ашуров                                        | Олег Левченко                                       | Тимофей Паршин                                               |
| ОК — командные соревнования  | Михаил Васильев Владислав Колбасин Вадим Демьяненко | Максим Сачков Мстислав Конфетов Евгений Терентьев   | Владимир Сметанин Артём Ашуров Сергей Петров Евгений Отрошко |
| ПК — 60 кг                   | Вячеслав Матвеев                                    | Владислав Федоренко                                 | Денис Жибрик                                                 |
| ПК — 70 кг                   | Темирлан Баксанов                                   | Алексей Губанищев                                   | Магомед Султанов                                             |
| ПК — 75 кг                   | Артём Гиносян                                       | Мухамед Хабба                                       | Юсеф Ачакми                                                  |
| ПК — 80 кг                   | Руслан Шогенов                                      | Астемир Жамбеев                                     | Андрей Альгин                                                |
| ПК — 85 кг                   | Андрей Козлов                                       | Мухамед Реда Либурки                                | Руслан Меликян                                               |
| ПК — 90 кг                   | Анзор Тхатлов                                       | Даниил Алыпов                                       | Денис Дубовик                                                |
| ПК — свыше 90 кг             | Алан Макоев                                         | Никита Коротких                                     | Иван Кондрашов                                               |
| СЗ — ката — соло             | Андрей Гольтяпин                                    | Олег Ухванисов                                      | Алексей Клименко                                             |
| СЗ — ката — соло с предметом | Игорь Попов                                         | Дмитрий Бахмутов                                    | Даниил Матюнин                                               |
| СЗ — ката — группа           | Дмитрий Баженов Владислав Палкин Илья Клинов        | Степан Серёгин Константин Чёткин Вячеслов Антоненко | Егор Буздыгар Денис Буздыгар Фёдор Нефёдов                   |
| СЗ — 64 кг                   | Джамал Ильясов                                      | Руслан Кармоков                                     | Кирилл Вавилов                                               |
| СЗ — 72 кг                   | Данил Букреев                                       | Евгений Буцилин                                     | Гаджимурад Магомедов                                         |
| СЗ — 76 кг                   | Александр Оганезов                                  | Андрей Горелов                                      | Юсса Франк-Валер Тьенчё                                      |
| СЗ — 80 кг                   | Владимир Иванов                                     | Николай Полетаев                                    | Амиран Сахокия                                               |
| СЗ — 90 кг                   | Ислам Янарсанов                                     | Павел Бурлуцкий                                     | Игорь Курашкин                                               |
| СЗ — свыше 90 кг             | Испай Ханмагомедов                                  | Яков Борисов                                        | Егор Пономарёв                                               |

### Женщины
| Категория                    | Золото                                                  | Серебро                                                                    | Бронза                                             |
| ---------------------------- | ------------------------------------------------------- | -------------------------------------------------------------------------- | -------------------------------------------------- |
| ОК — ката — годзю-рю         | Мария Хибик                                             | Арина Гончаренко                                                           | Алина Шевякова                                     |
| ОК — ката — вадо-рю          | Елена Желтухина                                         | Наталья Галицына                                                           | Мария Колесникова                                  |
| ОК — ката — ренгокай         | Мария Колесникова                                       | Анна Серых                                                                 | Мария Воробьёва                                    |
| ОК — ката — группа           | Анна Серых Мария Колесникова Кира Родионова             | Анна Лукашёва Анастасия Аксинина Наталья Моисеева                          | Ксения Никитина Дарья Воробьёва Анастасия Пирогова |
| ОК — 55 кг                   | Анастасия Салтанович                                    | Вероника Любезнова                                                         | Ксения Никитина                                    |
| ОК — 60 кг                   | Кристина Найдёнова                                      | Милана Имамалиева                                                          | Карина Королёва                                    |
| ОК — 68 кг                   | Кристина Найдёнова                                      | Александра Полина                                                          | Ангелина Лазаренко                                 |
| ОК — 70 кг                   | Александра Полина                                       | Александра Водопьянова                                                     | Мария Колесникова                                  |
| ОК — абсолютная категория    | Карина Королёва                                         | Милана Имамалиева                                                          | Татьяна Бушкова                                    |
| ОК — двоеборье               | Дарья Копылова                                          | Анастасия Пирогова                                                         | Инна Быкова                                        |
| ОК — командные соревнования  | Милана Имамалиева Анастасия Гурьева Анастасия Тимофеева | Александра Полина Валерия Пилипенко Анастасия Пантелеева Мария Колесникова | Дарья Копылова Кристина Найдёнова Карина Мешалкина |
| ПК — 60 кг                   | Ольга Матвеева                                          | Инна Гришанова                                                             | Марина Стронговская                                |
| ПК — 75 кг                   | Алёна Высотина                                          | Татьяна Аверина                                                            | Эзлем Коджал                                       |
| ПК — свыше 75 кг             | Ольга Иванова                                           | Вероника Лукина                                                            | Мария Потапова                                     |
| СЗ — ката — соло             | Людмила Мартонович                                      | Виктория Вовк                                                              | Мария Серова                                       |
| СЗ — ката — соло с предметом | Лада Абрамова                                           | Алина Шевякова                                                             | Дарья Матвеева                                     |
| СЗ — ката — группа           | Анна Соловьёва Анжелика Пичугина Алина Швецова          | Анастасия Нагишева Анна Альвинова София Аркания                            | Влада Бахвалова Мария Серова Ирина Тэрица          |
| СЗ — 60 кг                   | Екатерина Горькаева                                     | Александра Горшкова                                                        | Наталья Индустриева                                |
| СЗ — 76 кг                   | Виктория Храмова                                        | Вера Жумаева                                                               | Анна Антонян                                       |

### Медальный зачёт
*   Принимающая страна (Россия)
| Место          | Страна         | Золото | Серебро | Бронза | Всего |
| -------------- | -------------- | ------ | ------- | ------ | ----- |
| 1              | Россия         | 52     | 50      | 46     | 148   |
| 2              | Марокко        | 0      | 2       | 1      | 3     |
| 3              | Абхазия        | 0      | 0       | 1      | 1     |
| 3              | Камбоджа       | 0      | 0       | 1      | 1     |
| 3              | Куба           | 0      | 0       | 1      | 1     |
| 3              | Кыргызстан     | 0      | 0       | 1      | 1     |
| 3              | Турция         | 0      | 0       | 1      | 1     |
| Всего стран: 7 | Всего стран: 7 | 52     | 52      | 52     | 156   |

## Международное участие
Из-за неблагоприятной санитарно-эпидемиологической и внешнеполитической обстановки в 2023 году международное участие в соревнованиях, проводимых на территории России, было ограничено. Большинством участников чемпионата мира были русские, иностранных спортсменов было всего 44 (10 % от общего числа). Из числа иностранных спортсменов некоторые долгое время проживали в России, а отдельные весовые категории были специально сформированы таким образом, чтобы гарантировать иностранцам возможность получить призовые места. В командных дисциплинах участвовали только российские команды.
Розовым цветом подсвечены результаты, где спортсмен занял последнее место или покинул плей-офф в первом же поединке.
| Страна             | Спортсмен                       | Дата рождения | Категория                    | Спортсменов в категории | Результат   | Дополнительные сведения |  |
| ------------------ | ------------------------------- | ------------- | ---------------------------- | ----------------------- | ----------- | --- |  |
| Мужчины            |                                 |               |                              |                         |             | |  |
| Кыргызстан         | Александр Сурков                | 09.04.1976    | ОК — ката — ренгокай         | 30                      | 26 место    | |  |
| Кыргызстан         | Александр Сурков                | 09.04.1976    | ОК — 85 кг                   | 4                       | 3 место     | |  |
| Молдова            | Александр Цуркан                | 01.10.1987    | ОК — ката — ренгокай         | 30                      | 28 место    | Постоянно проживает в Рязани. Мастер спорта РФ. С 2017 года тренер по карате в СШОР «Олимпиец».                                                                       |  |
| Молдова            | Александр Цуркан                | 01.10.1987    | СЗ — ката — соло             | 28                      | 27 место    | Постоянно проживает в Рязани. Мастер спорта РФ. С 2017 года тренер по карате в СШОР «Олимпиец».                                                                       |  |
| Молдова            | Александр Цуркан                | 01.10.1987    | СЗ — ката — соло с предметом | 10                      | 9 место     | Постоянно проживает в Рязани. Мастер спорта РФ. С 2017 года тренер по карате в СШОР «Олимпиец».                                                                       |  |
| Беларусь           | Владимир Ламеко                 | 31.08.1973    | ОК — ката — ренгокай         | 30                      | 24 место    | |  |
| Тунис              | Низар Бали                      | 05.12.1988    | ОК — ката — ренгокай         | 30                      | 29 место    | Постоянно проживает в Санкт-Петербурге |  |
| Тунис              | Низар Бали                      | 05.12.1988    | ОК — ката — вадо-рю          | 7                       | 7 место     | Постоянно проживает в Санкт-Петербурге |  |
| Тунис              | Низар Бали                      | 05.12.1988    | ОК — 80 кг                   | 9                       | 1/8 финала  | Постоянно проживает в Санкт-Петербурге |  |
| Австрия            | Михаэль Келеува                 | 05.04.1981    | ОК — ката — годзю-рю         | 16                      | 16 место    | |  |
| Азербайджан        | Расул Хунбатлы                  | 15.06.1998    | ОК — ката — годзю-рю         | 16                      | 15 место    | |  |
| Азербайджан        | Расул Хунбатлы                  | 15.06.1998    | СЗ — ката — соло с предметом | 10                      | 10 место    | |  |
| Азербайджан        | Расул Хунбатлы                  | 15.06.1998    | ОК — 80 кг                   | 9                       | 1/4 финала  | |  |
| Азербайджан        | Расул Хунбатлы                  | 15.06.1998    | ОК — абсолютная              | 14                      | 1/8 финала  | |  |
| Греция             | Станислав Лисовитски            | 20.02.1982    | ОК — ката — годзю-рю         | 16                      | 9 место     | Постоянно проживает в Москве. С 2018 года тренер в Школе карате Богдана Курилко «Бакуданкан».                                                                         |  |
| Индия              | Бабар Чаудхари                  | 11.04.1988    | ОК — ката — годзю-рю         | 16                      | 14 место    | |  |
| Индия              | Бабар Чаудхари                  | 11.04.1988    | ОК — свыше 90 кг             | 11                      | 1/4 финала  | |  |
| Куба               | Мануэль Анхель Руис де ла Торре | 29.09.1967    | ОК — ката — вадо-рю          | 7                       | 3 место     | Постоянно проживает в Щёлково. С 1999 года руководит клубом «Белый тигр», тренер в СШОР. Заявлен тренером для нескольких российских участников, в том числе призёров. |  |
| Таджикистан        | Садам Назарзода                 | 07.05.2005    | ОК — 65 кг                   | 10                      | 1/4 финала  | |  |
| Таджикистан        | Садам Назарзода                 | 07.05.2005    | ОК — 73 кг                   | 20                      | 1/8 финала  | |  |
| Гвинея             | Альфа Оусмане Соу               | 01.01.1995    | ОК — 65 кг                   | 10                      | 1/8 финала  | |  |
| Гвинея             | Альфа Оусмане Соу               | 01.01.1995    | ОК — 73 кг                   | 20                      | 1/16 финала | |  |
| Иран               | Мохаммадмихди Солтанивала       | 17.06.2003    | ОК — 65 кг                   | 10                      | 1/8 финала  | |  |
| Иран               | Мохаммадмихди Солтанивала       | 17.06.2003    | ОК — 73 кг                   | 20                      | 1/8 финала  | |  |
| Азербайджан        | Ильяс Хунбатлы                  | 12.07.1999    | ОК — 73 кг                   | 20                      | 1/16 финала | |  |
| Таджикистан        | Эмомали Толибов                 | 10.06.1999    | ОК — 90 кг                   | 11                      | 1/8 финала  | |  |
| Республика Конго   | Даиче Гарсиа Экомисса           | 10.04.1997    | ОК — 90 кг                   | 11                      | 1/8 финала  | |  |
| Республика Конго   | Даиче Гарсиа Экомисса           | 10.04.1997    | ОК — свыше 90 кг             | 11                      | 1/8 финала  | |  |
| Камерун            | Феликс Ндоумбе Элонг            | 28.06.1995    | ОК — абсолютная              | 14                      | 1/8 финала  | |  |
| Камерун            | Феликс Ндоумбе Элонг            | 28.06.1995    | СЗ — 80 кг                   | 11                      | 1/4 финала  | |  |
| Турция             | Эзлем Коджал                    | 26.07.1980    | ПК — 75 кг                   | 3                       | 3 место     | |  |
| Армения            | Гор Гаспарян                    | 15.03.2002    | ПК — 60 кг                   | 4                       | 4 место     | Постоянно проживает в Москве |  |
| Таджикистан        | Мухаммед Алиев                  | 20.11.2001    | ПК — 70 кг                   | 9                       | 1/4 финала  | |  |
| Марокко            | Мухамед Хабба                   | 28.11.1999    | ПК — 75 кг                   | 3                       | 2 место     | |  |
| Марокко            | Юсеф Ачакми                     | 28.07.2002    | ПК — 75 кг                   | 3                       | 3 место     | |  |
| Республика Абхазия | Роберт Карапетян                | 28.12.2004    | ПК — 80 кг                   | 8                       | 1/4 финала  | |  |
| Туркменистан       | Акмалжон Раджабов               | 14.11.2003    | ПК — 80 кг                   | 8                       | 1/4 финала  | |  |
| Марокко            | Мухамед Реда Либурки            | 11.04.2005    | ПК — 85 кг                   | 3                       | 2 место     | |  |
| Республика Абхазия | Руслан Меликян                  | 06.09.2004    | ПК — 85 кг                   | 3                       | 3 место     | |  |
| Армения            | Эдик Саргсян                    | 11.02.1981    | СЗ — ката — соло             | 28                      | 15 место    | |  |
| Германия           | Кирилл Нейгебауэр               | 03.07.2006    | СЗ — ката — соло             | 28                      | 21 место    | Постоянно проживает в Екатеринбурге |  |
| Беларусь           | Александр Талецкий              | 06.05.2006    | СЗ — ката — соло             | 28                      | 28 место    | |  |
| Беларусь           | Радомир Агеев                   | 13.05.1987    | СЗ — ката — соло             | 28                      | 26 место    | |  |
| Ангола             | Адилсон Педро Оливио            | 05.08.1992    | СЗ — 64 кг                   | 13                      | 1/8 финала  | Постоянно проживает в Москве. Рекорд 1-0-0 в профессиональном ММА. |  |
| Бенин              | Модукпе Мухамед Хоуд Оссени     | 25.10.1994    | СЗ — 64 кг                   | 13                      | 1/8 финала  | |  |
| Камерун            | Борис Кемьятса Дако             | 11.05.1996    | СЗ — 64 кг                   | 13                      | 1/8 финала  | |  |
| Камерун            | Уильям Селестин Фокам           | 31.10.1981    | СЗ — 72 кг                   | 15                      | 1/8 финала  | Рекорд 1-0-0 в профессиональном ММА |  |
| Камерун            | Герман Гислейн Такулеу          | 23.02.1990    | СЗ — 72 кг                   | 15                      | 1/8 финала  | |  |
| Камерун            | Франклин Хмеву                  | 20.04.1988    | СЗ — 76 кг                   | 5                       | 4 место     | |  |
| Камерун            | Франк-Валер Юсса Тьенчё         | 05.02.1996    | СЗ — 76 кг                   | 5                       | 3 место     | Постоянно проживает в Санкт-Петербурге |  |
| Грузия             | Амиран Сахокия                  | 05.06.1982    | СЗ — 80 кг                   | 11                      | 3 место     | Рекорд 2-1-0 в профессиональном ММА |  |
| Узбекистан         | Амир-Темур Аминов               | 05.06.1991    | СЗ — 90 кг                   | 7                       | 1/4 финала  | |  |
| Женщины            |                                 |               |                              |                         |             | |  |
| Казахстан          | Анастасия Фролова               | 14.06.2007    | ОК — ката — ренгокай         | 25                      | 25 место    | |  |
| Казахстан          | Анастасия Фролова               | 14.06.2007    | ОК — ката — вадо-рю          | 13                      | 12 место    | |  |
| Беларусь           | Александра Концевенко           | 13.03.2002    | СЗ — ката — соло             | 20                      | 16 место    | |  |
| Беларусь           | Екатерина Юшкевич               | 26.12.2000    | ПК — 60 кг                   | 8                       | 4 место     | |  |
| Беларусь           | Анастасия Рябова                | 14.04.1983    | ОК — ката — ренгокай         | 25                      | 19 место    | |  |
| Беларусь           | Анастасия Рябова                | 14.04.1983    | ОК — ката — вадо-рю          | 13                      | 13 место    | |  |
| Турция             | Айбюке Седа Коджал              | 13.04.2006    | СЗ — ката — соло             | 20                      | 17 место    | |  |
| Турция             | Айниса Сема Коджал              | 11.08.2007    | СЗ — ката — соло             | 20                      | 20 место    | |  |

В первенстве мира (соревнования среди юниоров) приняли участие 24 иностранных атлета из 6 стран, что составило примерно 2 % от общего числа участников (1442). Трое из них — Анастасия Фролова, Айбюке Коджал и Айниса Коджал — также участвовали во взрослом чемпионате мира, поскольку регламент соревнований это позволял.